# Hicks in Nightmareland
Hicks in Nightmareland è un cortometraggio muto del 1915 diretto da Raoul Barré.

## Produzione
Il film fu prodotto dalla Edison Company e dalla Barre Studios.

## Distribuzione
Distribuito dalla General Film Company, il film - un cortometraggio di 100 metri - uscì nelle sale cinematografiche degli Stati Uniti il 15 dicembre 1915. Nelle proiezioni, veniva programmato con il sistema dello split reel, accorpato in un'unica bobina con due altri cortometraggi prodotti dalla Edison, il documentario History of the Big Tree e il cartoon Black's Mysterious Box.